# Abu Dhabis Grand Prix 2009
Abu Dhabis Grand Prix 2009 var det sista av 17 lopp ingående i formel 1-VM 2009. Loppet var det första F1-loppet som kördes i Förenade Arabemiraten.

## Resultat

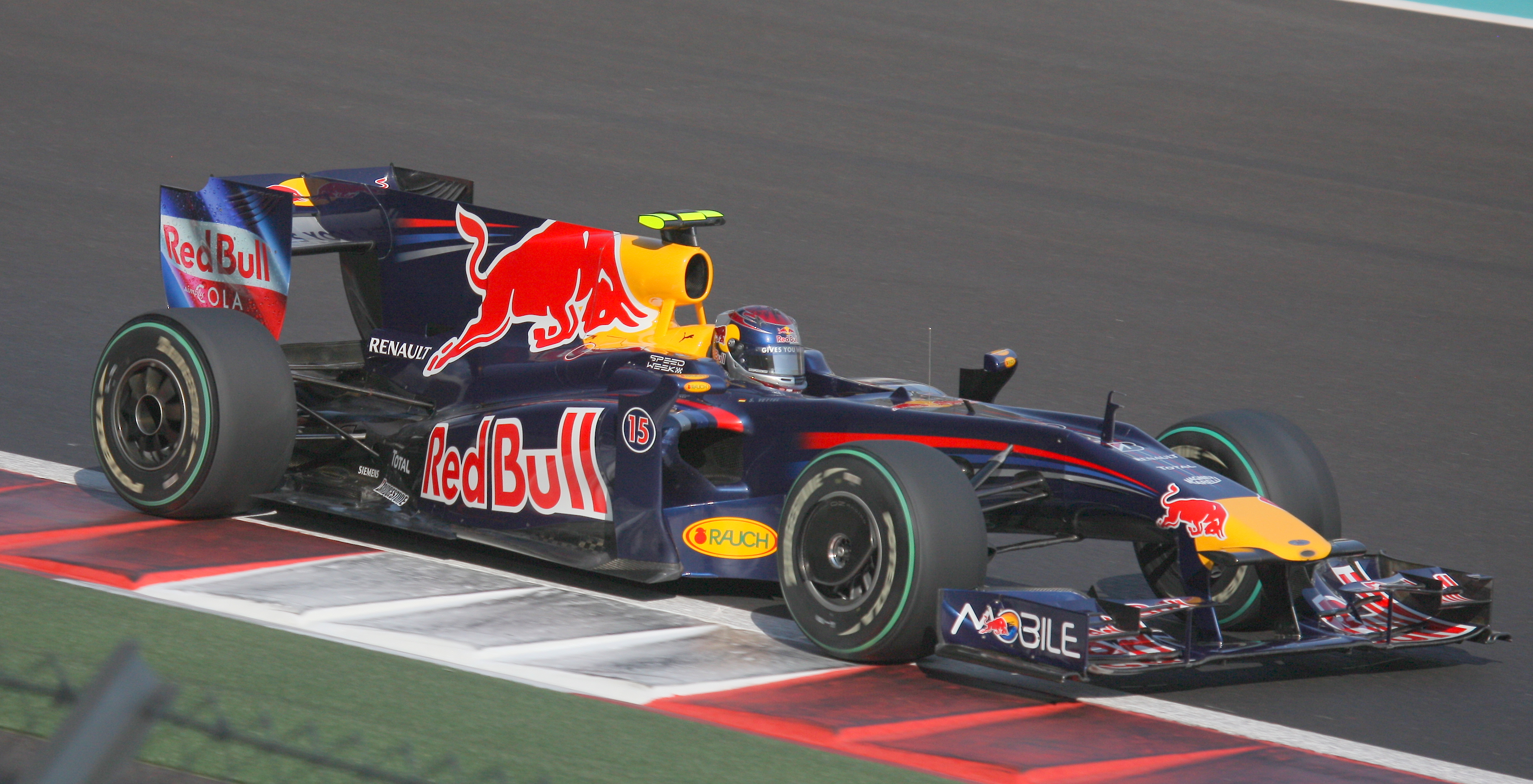
Sebastian Vettel vann loppet.

1. Sebastian Vettel, Red Bull-Renault, 10 poäng
2. Mark Webber, Red Bull-Renault, 8
3. Jenson Button, Brawn-Mercedes, 6
4. Rubens Barrichello, Brawn-Mercedes, 5
5. Nick Heidfeld, BMW Sauber, 4
6. Kamui Kobayashi, Toyota, 3
7. Jarno Trulli, Toyota, 2
8. Sébastien Buemi, Toro Rosso-Ferrari, 1
9. Nico Rosberg, Williams-Toyota
10. Robert Kubica, BMW Sauber
11. Heikki Kovalainen, McLaren-Mercedes
12. Kimi Räikkönen, Ferrari
13. Kazuki Nakajima, Williams-Toyota
14. Fernando Alonso, Renault
15. Vitantonio Liuzzi, Force India-Mercedes
16. Giancarlo Fisichella, Ferrari
17. Adrian Sutil, Force India-Mercedes
18. Romain Grosjean, Renault

### Förare som bröt loppet
- Lewis Hamilton, McLaren-Mercedes (varv 19, bromsar)
- Jaime Alguersuari, Toro Rosso-Ferrari (17, växellåda)

## VM-slutställning
| Förarmästerskapet 1. Jenson Button, Brawn-Mercedes, 95 2. Sebastian Vettel, Red Bull-Renault, 84 3. Rubens Barrichello, Brawn-Mercedes, 77 | Konstruktörsmästerskapet 1. Brawn-Mercedes, 172 2. Red Bull-Renault, 153,5 3. Ferrari, 71 |